# Koeneniodes frondiger
Espèce
Koeneniodes frondiger est une espèce de palpigrades de la famille des Eukoeneniidae.

## Distribution
Cette espèce se rencontre à Madagascar, à La Réunion, à Maurice, en Indonésie et en Papouasie-Nouvelle-Guinée.

## Description
Les mâles mesurent de 0,73 à 0,93 mm et les femelles de 0,86 à 0,99 mm.

## Publication originale
- Remy, 1950 : Palpigrades de Madagascar. Mémoires de l'Institut Scientifique de Madagascar, sér. A, vol. 4, no 1, p. 135-164.